# Ані Гукасян
Ані Гукасян (нар. 12 серпня 1990) — вірменська футболістка, нападниця клубу «Алашкерт».

## Клубна кар'єра
На батьківщині виступала за клуб «Фурман».
Влітку 2012 року переїхала в «Іллічівку». У Вищій лізі України дебютувала 4 серпня 2012 року в програному (0:6) виїзному поєдинку 10-о туру проти чернігівської «Легенди». Ані вийшла на поле в стартовому складі та відіграла увесь матч. У складі «Іллічівки» зіграла 6 матчів (1 гол) у чемпіонаті України та 2 поєдинки у національному кубку. Напередодні старту сезону 2013 року залишила маріупольський клуб.
Після відходу з «Іллічівки» переїхала до сусідньої Білорусі, де підписала контракт з місцевою «Надією». Дебютувала у футболці нового клубу 26 травня 2013 року в програному (0:3) поєдинку Вищої ліги проти «Мінська». Дебютним голом за «Надію» відзначилася 30 травня того ж року, в переможному (9:0) виїзному поєдинку чемпіонату Білорусі проти «Молодечно». У білоруські Вищій лізі зіграла 19 матчів (11 голів), ще 4 поєдинки провела в кубку Білорусі.
У сезоні 2019/20 років захища кольори єреванського «Алашкерта». Станом на початок березня 2020 року в сезоні 2019/20 відзначилася 32-а голами у 8-и матчах.

## Кар'єра в збірній
Виступала за молодіжну збірну Вірменії WU-19.
У збірній Вірменії грала до 2012 року, допоки та не була розформована. З 2009 по 2011 роки провела 19 матчів у збірній, відзначилася 1 голом у матчі кваліфікації чемпіонату світу проти збірної Австрії.